# P.M. Dawn
P.M.Dawn fue un dúo de rap estadounidense, originarios de Nueva Jersey. Fue fundado en 1988 por dos hermanos Attrell (Prince Be) y Jarrett Cordes (DJ Minutemix).
El primer álbum de nombre Of the Heart, of the Soul and of the Cross: The Utopian Experience salió en 1991. De este álbum salió Set Adrift on Memory Bliss, con una reinterpretación de la versión melódica del clásico de Spandau Ballet "True" en 1983. Este sencillo alcanzó en agosto de 1991 el Número 3 en los primeros charts del Reino Unido. Con tres meses de retraso, subió a las listas de Billboard en EE. UU. y alcanzó el número uno.
Apareció en 1993 grabaron el sencillo junto a Boy George More Than Likely.
Después que Attrell Cordes sufrió un derrame cerebral en 2005 y Jarrett Cordes decidió dejar el grupo, el proyecto continuó con el músico Dr. Giggles alias el Doc G, primo de los dos fundadores.
El 6 de abril de 2018, Doc.G anunció K-R.O.K. como un nuevo miembro de P.M. Dawn

## Discografía

### Álbumes
- 1991: Of the Heart, of the Soul and of the Cross: The Utopian Experience (Gee Street)
- 1993: The Bliss Album…? (Gee Street)
- 1995: Jesus Wept (Gee Street)
- 1998: Dearest Christian, I'm So Very Sorry for Bringing You Here. Love, Dad (Gee Street)
- 2000: F*cked Music (Positive Plain Music)
- 2000: The Best of P.M. Dawn (V2)
- 2008: Most Requested (Sheridan Square Records)
- 2010: P.M. Dawn: Greatest Hits Live! (Sbcmg)